# تیگوا
تیگوا (به لاتین: Tigoa) یک زیستگاه انسانی در جزایر سلیمان است که در جزیره رنل واقع شده‌است.

## خصوصیات
تیگوا  ۶۱۳ نفر جمعیت دارد و ۱۸ متر بالاتر از سطح دریا واقع شده‌است.